# EG Большого Пса
EG Большого Пса (лат. EG Canis Majoris) — двойная затменная переменная звезда типа Алголя (EA) в созвездии Большого Пса на расстоянии приблизительно 3073 световых лет (около 942 парсеков) от Солнца. Видимая звёздная величина звезды — от +14,8m до +11,91m. Орбитальный период — около 1,8378 суток.

## Характеристики
Первый компонент — бело-голубая звезда спектрального класса B8III/V или A3IV.